# 427 a.C.

## Eventos
- Caio Servílio Aala e Lúcio Papírio Mugilano, cônsules romanos.
- Criação do livro Édipo Rei por Sófocles.
- Fim do reinado de Arquídamo II rei de Esparta, reinou de 469 a.C. a 427 a.C..
- Inicio do reinado de Ágis II, rei de Esparta de 427 a.C. a 401 a.C. ou 400 a.C.
- Discurso de Górgias, em Atenas, requisitando auxílio contra Siracusa.

## Nascimentos
- Platão - Filósofo grego

## Mortes
- Arquídamo II rei de Esparta.